# Гитон, Мари Адриан Франсуа
Мари Адриан Франсуа Гитон (фр. Marie Adrien François Guiton; 1761—1819) — французский военный деятель, бригадный генерал (1807 год), барон (1808 год), участник революционных и наполеоновских войн.

## Биография
Родился в семье мастера-кожевника Шарля Гитона (фр. Charles François Guiton; 1718—1786) и его супруги Луизы Мор (фр. Louise Françoise Maure). 1 октября 1779 года записался на военную службу в 5-й драгунский полк. 1 октября 1787 года вышел в отставку.
14 июля 1789 года вступил волонтёром в Национальную гвардию. 11 октября 1791 года был избран сослуживцами капитаном 1-го батальона департамента Ньевр, откуда 14 октября 1792 года переведён с тем же чином в гусары легиона Арденн. 10 сентября 1793 года легион стал 23-м конно-егерским полком. Служил в рядах Северной армии. 6 ноября 1792 года участвовал в сражении при Жемаппе. 24 июня 1794 года произведён в командиры эскадрона. В июне 1794 года присоединился к Самбро-Маасской армии. Участвовал в оккупации Голландии.
2 декабря 1800 года назначен командиром эскадрона конных гренадеров гвардии Консулов. 17 июля 1801 года женился в Париже на Софие Жубло де Ля Мотт (фр. Hyacinthe Sophie Joubleau de La Motte; 1778—1818). 31 августа 1803 года произведён в полковники, и возглавил 1-й кирасирский полк. В марте 1804 года в Париже участвовал в процессе над герцогом Энгиенским.
С 1-м кирасирским участвовал в кампаниях 1805-07 годов в составе 2-й дивизии тяжёлой кавалерии. Отличился в сражениях при Аустерлице, Гофе и Прейсиш-Эйлау.
1 апреля 1807 года получил звание бригадного генерала, и 12 апреля встал во главе 2-й бригады (10-й и 11-й кирасирские) 2-й дивизии тяжёлой кавалерии. Принимал участие в Польской кампании 1807 года и Австрийской кампании 1809 года, отличился в сражениях при Тенгене 19 апреля, Эсслинге 21-22 мая, Ваграме 5-6 июля и Цнайме 11 июля, проявив смелость и отвагу.
25 августа 1809 года был переведён на должность командира 1-й бригады 3-й дивизии тяжёлой кавалерии, и занимал этот пост до 27 июня 1810 года, когда дивизия была расформирована. 22 декабря 1810 года назначен комендантом департамента Западный Эмс со штаб-квартирой в Гронингене. 4 июня 1811 года переведён в 31-й военный округ. 14 января 1812 года причислен к кавалерийскому депо Ганновера. 20 марта 1812 года стал командующим кавалерийского депо в Берлине.
В конце 1812 года присоединился к Великой Армии и с 1813 года по 1814 год под началом маршала Даву принимал участие в обороне Гамбурга.
При первой Реставрации вышел 24 декабря 1814 года в отставку. Во время «Ста дней» присоединился к Императору и возглавил резервную кавалерию Мозельской армии. 3 июня назначен командиром 2-й бригады (8-й и 11-й кирасирские) 11-й дивизии 3-го кавалерийского корпуса. Был ранен в сражении при Ватерлоо. 25 июня вернулся в Париж. После второй Реставрации 1 августа 1815 года окончательно вышел в отставку.
Умер 18 февраля 1819 года в столице Франции.

## Воинские звания
- Солдат (1 октября 1779 года);
- Капитан (11 октября 1791 года);
- Командир эскадрона (24 июня 1794 года);
- Командир эскадрона гвардии (2 декабря 1800 года);
- Полковник (31 августа 1803 года);
- Бригадный генерал (1 апреля 1807 года).

## Титулы
- Барон Гитон и Империи (фр. baron Guiton et de l'Empire; декрет от 19 марта 1808 года, патент подтверждён 2 июля 1808 года в Байонне)[2][3].

## Награды
Легионер ордена Почётного легиона (11 декабря 1803 года)
 Офицер ордена Почётного легиона (14 июня 1804 года)
 Коммандан ордена Почётного легиона (25 декабря 1805 года)